# Eddy Vervuurt
Edward James (Eddy) Vervuurt (Paramaribo, 29 augustus 1928 – aldaar, 10 mei 1988) was een Surinaams pianist, componist en dirigent. 

## Biografie
Zijn vader was pianist en zijn oom Lex Vervuurt was componist en violist. Een andere oom, René Vervuurt, was gitarist. Hij leerde al heel vroeg pianospelen, maar echter het noten lezen  beheerste hij niet. Dankzij de pianolessen van mevrouw Favery werd hem ook het notenschrift bijbracht.
Van het orkest van Spes Patriae werd hij in 1947 de leider. Na zijn middelbare schoolopleiding ging hij naar Nederland om piano te studeren aan het Muzieklyceum in Amsterdam.  Jaap Spaanderman bracht hem het vak directie bij en van Klaas van Oostveen het vak compositie.  
Voor een studie Radiotechniek  vertrok hij later naar Nederland en hij keerde later weer naar terug naar Suriname. Voor het programma De WEST van Radio Nederland Wereldomroep schreef hij muziek, dat was nog tijdens zijn studiejaren. 

## Oprichting van Radio Apintie
Met zijn vader Charles Vervuurt sr. richtte hij Radio Apintie op. Deze zender begon in 1958 begon met het uitzenden van programma’s in het Nederlands en het Surinaams.

## Muziek
Edwardo y su Orquestro Rhytmico
Vervuurt richtte dit orkest op tijdens zijn studie in Nederland. Ze waren populair in Nederland en omringende landen en traden uitsluitend in exclusieve gelegenheden op. 
Dirigent
In Suriname, nadat hij definitief was teruggekeerd, had hij de leiding van 1967 tot 1972 over de Volksmuziekschool. En van 1967 tot 1969 dirigeerde hij het Surinaams Filharmonisch Orkest. Zijn compositie Mamio (opgedragen aan Eddy Wessels) werd toen ook onder zijn leiding uitgevoerd. Ook was hij  voorzitter van het Cultureel Centrum Suriname (CCS). In 1961 werd hem de Zilveren Anjer uitgereikt.

## Composities
Watra Mama
Hij schreef in 1954 de muziek voor de toneeluitvoering Watra Mama (zeemeermin) die in september dat jaar in première ging in Thalia.
Sranan Prenki buku
Sranan Prenki buku (Surinaams prentenboek) werd in 1956 uitgebracht. Het stuk bestaat uit een suite van Surinaamse dansen. Het  werd speciaal geschreven voor en opgedragen aan prinses Beatrix toen zij een bezoek bracht aan Suriname. De Nederlandse voor STICUSA uitgezonden Maria Huisman maakte toen een choreografie voor een ballet op deze muziek.
Eddy Vervuurt maakte pas in 1958 na terugkomst uit Nederland persoonlijk kennis met haar. Zij hadden dezelfde ideeën over de Surinaamse kunst waaruit een vruchtbare samenwerking groeide. Hij componeerde de muziek voor diverse dansen van het Prinki Buku-ballet: kotomisi dansi, sekseki dansi, pikinnengre dansie en Frans setdansi. De koormuziek bestaat uit liederen gebaseerd op tekst van Trefossa. Prinki Buku was een groot succes.
De Rode Palulu (De rode paloeloe)
Hij compositie is De Rode Palulu, een ballet voor piano en slagwerk. In dit werk wordt een  driehoeksverhouding beschreven. Maria Huisman verzorgde de choreografie, Coen Ooft het scenario en Nola Hatterman het decor. In 1958 werd er door het CCS prijsvraag uitgeschreven voor scenarioschrijvers. Deze werd door Coen Ooft gewonnen. Maria Huisman verwerkte deze later tot een ballet.
Drie Surinaamse Gerechten
In 1962 schreef hij voor de VU Amsterdam, het een lustrumstuk Drie Surinaamse Gerechten. In Nederland had het Surinaams Filharmonisch Orkest succes met dit werk.  
De Fantasie voor de Piano
In opdracht van STICUSA schreef hij De Fantasie voor de Piano.
Muziek voor setdansen
Hij heeft ook muziek geschreven voor setdansen (set-dansi) en maakte Vervuurt vaak gebruik van Surinaamse ritmen. In 1958 werden deze pianocomposities bij  Donemus in Amsterdam uitgebracht.

## Grammofoonplaten
Als eerste en enige Surinamer had hij de kennis om geluidsopnamen te maken en deze op grammofoonplaten vast te leggen. Deze plaat van vinyl bewerkte hij zelf. Reclameboodschappen nam hij eerst op de band op en zette hij vervolgens over op grammofoonplaten. Deze door hemzelf geproduceerde grammofoonplaten bracht hij uit. Van Surinaamse artiesten heeft hij een groot aantal grammofoonplaten geproduceerd.
De door Eddy Vervuurt geproduceerde muziek van Big Jones die heel bekend waren zijn onder meer Busi Bana, Alla Pikin Nengre, Ba Anansi (tengelengelin) en Ferplikti Payman.
Hij heeft ook voor de Kaseko muziekstijl gecomponeerd en daarvan grammofoonplaten geproduceerd. Van George Schermacher, een Surinamer met – vermoedelijk – Duitse roots - voor veel Surinamers was hij bekend onder de naam Scheermaker - heeft Vervuurt veel vastgelegd. Met Eddy Snijders formeerde hij het eerste Surinaamse jazzorkest.

## Uitvoeringen
Op 15 september 2013 werd in het Bijlmer Parktheater een concert gegeven dat in het teken stond van Surinaamse klassieke muziek door cellist Vladislav Warenberg en de pianisten Pei Pei Zhu en Roderigo Robles de Medina.
Op 23 januari 2016 werd in de Centrumkerk in Paramaribo een concert gegeven. Uitvoerende: pianist Roderigo Robles de Medina. 
Op 26 november 2023 werd in cultureel centrum Huis de Pinto in Amsterdam concert gegeven genaamd Surinaamse Klassieke Muziek, waarin pianist Roderigo Robles de Medina o.a. 'De rode Palulu' van Eddy Vervuurt heeft uitgevoerd. 
Op 5 mei 2024 gaf het Gruppman Ensemble in het Libanon Lyceum een concert namens de stichting MUZIKC. Hierin was onder meer Introduction to the dream and dream van Vervuurt te horen in en pianosolo van Roderigo Robles de Medina.

## Over Eddy Vervuurt
- Profiel in: Michiel van Kempen, Een geschiedenis van de Surinaamse literatuur, Breda: De Geus, 2003, dl. IV, pp. 499.